# CGC

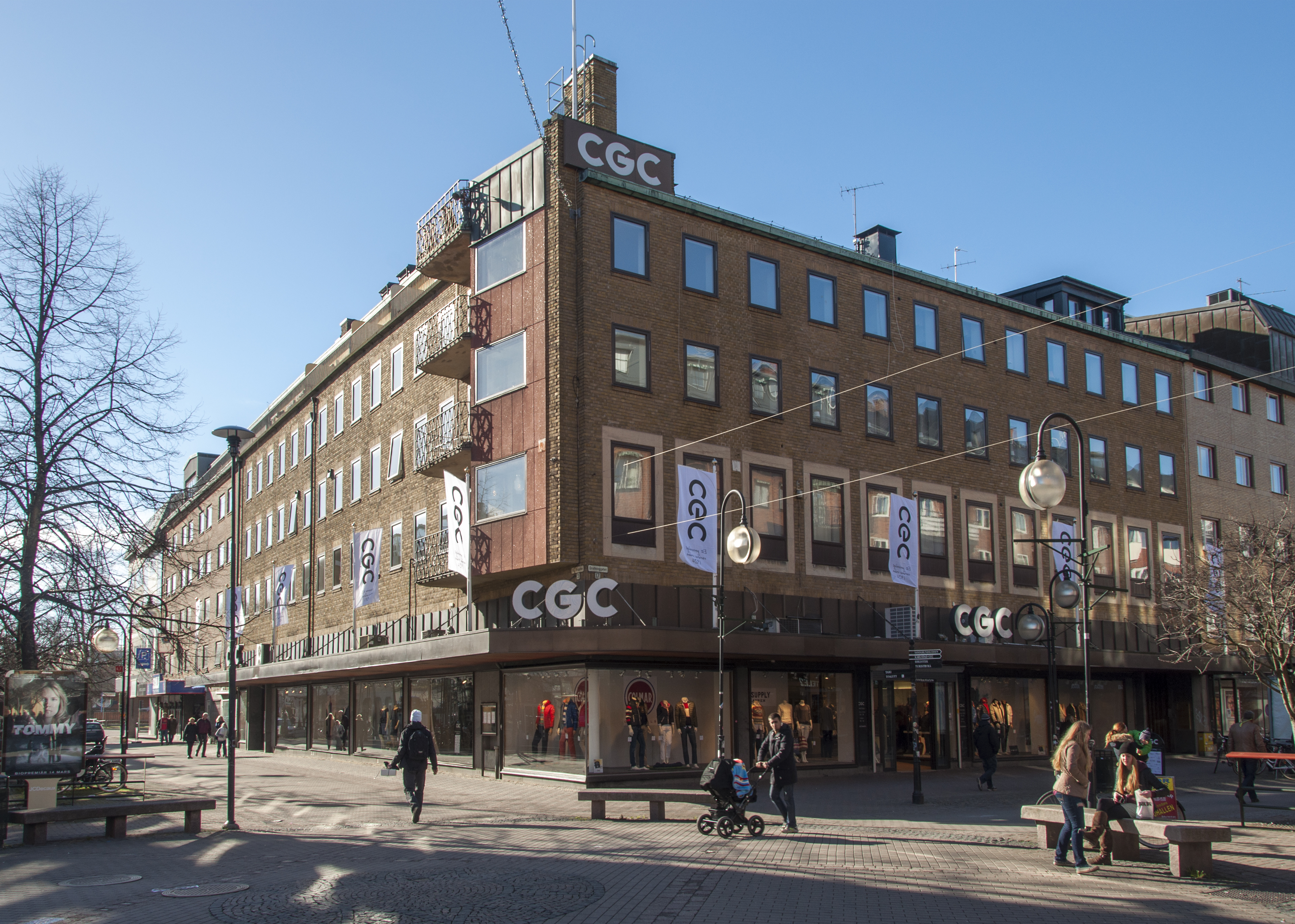
CGC-huset

CGC var ursprungligen ett varuhus, sedermera en klädesaffär på Drottninggatan 17 i Tingvallastaden i centrala Karlstad i Värmland.
Varuhuset var beläget i korsningen av Drottninggatan och Västra Torggatan, mellan Stora torget och centralstationen. CGC stod för Carl Gustav Carlsson. Han grundade  varuhuset 1924 och det var då beläget på Kungsgatan 20. 1951 flyttade man till en ny adress i ett nybyggt affärshus ritat av Björn Hedvall. Man positionerade sig som Karlstads exklusivaste varuhus, och var bland annat först i staden med att installera en rulltrappa. Från början hade man mer traditionell inriktning, och sålde flera olika slags varor. De sista decennierna hade försäljningen dock allt mer kommit att kretsa kring dam- och herrkonfektion, i synnerhet exklusivare kläder.
CGC stängde den 31 januari 2019.